# Driopteron exilicornis
Driopteron exilicornis är en stekelart som beskrevs av Christer Hansson 2004. Driopteron exilicornis ingår i släktet Driopteron och familjen finglanssteklar. Inga underarter finns listade i Catalogue of Life.